# 宗義和
宗 義和（そう よしより）は、対馬国府中藩15代藩主。宗氏第34代当主。

## 生涯
文政元年（1818年）8月4日、第13代藩主・宗義質の次男として生まれる。初めは叔父・暢孫質直（ながつぐ かたなお/ただなお）の養子となり、次いで一族・樋口家の養子（養父は宗義暢の子・樋口暢英か）となった。この時代は兄で第14代藩主となっていた義章から偏諱を賜り章貞（あやさだ）と名乗っていた。しかし天保13年（1842年）に義章が死去したため、その末期養子となって家督を相続し、10月に従四位下・侍従・対馬守に叙位・任官、名も義和に改める。樋口家は弟の和理（よりただ/よりまさ）が相続した。
父の時代から続く藩政の混乱を収拾するため、財政再建を中心とした改革を行なうが失敗する。さらに世子に定めていた善之丞（後の宗義達）を廃嫡し、自らが寵愛する側室・碧との間に生まれた子である勝千代を世子をとしたが、このためにお家騒動が起こる。勝千代が安政6年（1859年）に夭折すると、義達派が巻き返して再び義達が世子となり、碧は万延元年（1860年）に追放された。
文久元年（1861年）2月にロシア軍艦が対馬に来航したロシア軍艦対馬占領事件を契機として、江戸家老の佐須伊織は幕府に対して対馬を公儀御料とし、宗氏は別の領地に移封してもらうように密かに嘆願するが、計画は露見、先年来の世継ぎ争いの余波もあって、伊織は尊王攘夷派の義党によって暗殺された。これにより勢いを得た義党は藩政の主導権を握り、文久2年（1862年）には長州藩との間に対長同盟を結んだ。そして藩政刷新を理由に義党は義和に対しても隠居を求めた。義和は12月25日（異説として文久3年（1863年）1月5日）に義達に家督を譲って隠居することとなった。
廃藩置県後は小茂田湊神社宮司、海神神社宮司、長崎皇典購究分所監督などを務めた。明治18年（1885年）に正四位に昇叙し、明治23年（1890年）に従三位に昇叙したが、8月13日に死去した。享年73。

## 栄典
- 1885年（明治18年）4月13日 - 正四位[1]
- 1890年（明治23年）6月18日 - 従三位[2]

## 系譜
- 父：宗義質（1800-1838、宗氏第32代当主）
- 母：玄 - 多田文蔵の娘
- 養父：暢孫質直
- 養父：樋口暢英?
- 養父：宗義章（1818-1842、宗氏第33代当主）
- 正室：嘉代、信楽院 - 浅野斉賢の娘
- 側室：民 - 勝井五郎吉の娘、勝井五八郎妹
  - 三男：宗義達（1847-1902、宗氏第35代当主）
- 側室：元 - 井上左衛門の娘
- 側室：碧 - 慈碧文作の娘
  - 男子：勝千代（?-1859）
- 側室：美和 - 島井儀右衛門の娘
- 側室：世伊 - 山口文左衛門の娘
- 側室：永留氏
- 側室：小川氏
- 生母不明の子女
  - 男子：彦七郎
  - 四男：原和徳
  - 五男：井上和豊
  - 六男：黒田和志（1851-1917） - 黒田鏻子の入夫、宗氏第37代当主宗武志の実父。
  - 七男：佐賀和一
  - 八男：仁位和邦
  - 九男：杉村和東
  - 女子：和子 - 九条道孝正室
  - 女子：植子 - 松平信正継室
  - 女子：難波宗礼室

## 偏諱を与えた人物
- 樋口和理（よりただ/よりまさ、養子に出されていた義和が宗氏宗家を相続することになったため、弟の和理が樋口家を継いだ）
- 原 和徳（よりのり、四男）
- 井上和豊（よりとよ、五男）
- 黒田和志（よりゆき、六男、正室は黒田直和女・鏻子で宗氏第37代当主宗武志の父）
- 佐賀和一（よりかず、七男）
- 仁位和邦（よりくに、八男）
- 杉村和東（よりはる、九男）

## 関連作品
- 維新の嵐